# Parque nacional de Guindy
El parque nacional de Guindy es uno de los más pequeños parques nacionales de la India, y uno de los escasos parques nacionales situados dentro de una ciudad. Se encuentra dentro de la ciudad de Chennai (antiguamente, Madrás), en torno al Raj Bhavan, la residencia oficial del gobernador del Estado de Tamil Nadu.

## Flora
Se extiende por toda la finca del gobernador, encerrando bellos bosques, matorrales, lagos y corrientes de agua. 
El parque tiene matorral perenne árido y bosques espinosos, praderas y masas de agua con más de 350 especies de plantas incluyendo arbustos, trepadoras, hierbas y praderas y más de 24 variedades de árboles, incluyendo anón, Atalantia monophylla, Limonia acidissima, y lila india. Esta flora proporciona un hábitat ideal para más de 150 especies de aves. Alrededor de una sexta parte del parque ha sido dejado como prados abiertos para conservar el hábitat de los sasines. Aunque tanto el sasín como el chital tienen su hábitat natural en los prados, el chital prefiere los bosques y puede adaptarse a tierras cubiertas de matorral.

## Fauna
La fauna vaga libremente, viviendo los animales con una interferencia mínima por parte de los humanos. La principal actividad administrativa es la protección como en cualquier otra área de conservación in-situ. El parque atrae más de 700.000 visitantes al año.

### Mamíferos

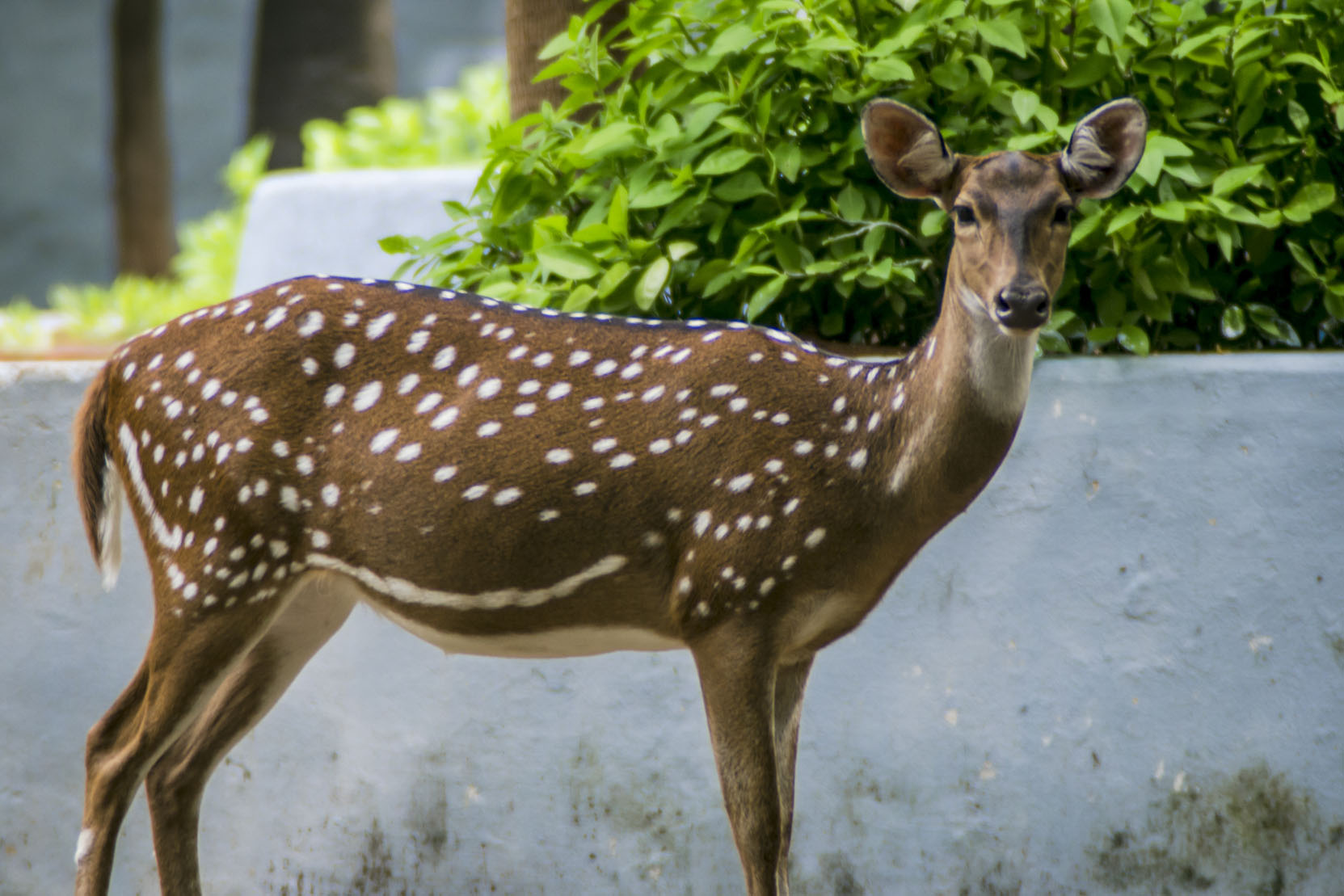
Un cérvido que pasta libremente por el parque nacional.

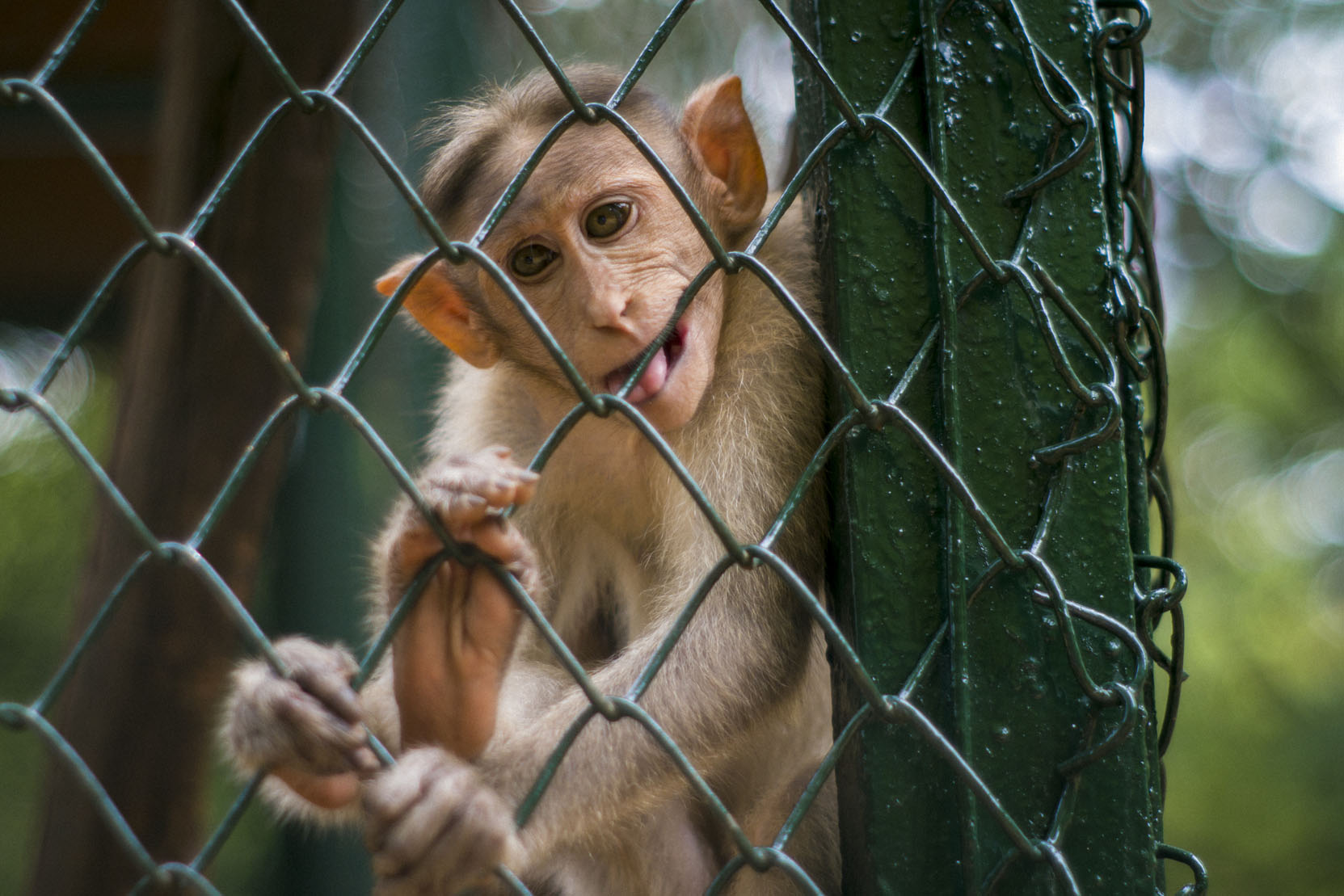
Mono en el Parque de Niños / P. N. de Guindy, Madrás.

Hay más de 14 especies de mamíferos. El parque desempeña un papel tanto en la conservación ex-situ como in situ y es el hogar de 400 sasines, 2.000 chitales, 24 chacales. El sasín, una especie casi amenazada, considerada la especie bandera del parque, fue introducida en 1924 por Lord Willingdon y ha visto un declive de su población en tiempos recientes. Mientras que los sasines son un elemento nativo de la fauna del parque, los chitales fueron introducidos en el parque desde la Casa del Gobierno en Mount Road cuando Raj Bhavan se desarrolló, probablemente a finales de los años cuarenta, aunque la fecha exacta no se conoce. El marajá de Bhavnagar introdujo algunos sasines machos albinos. Para el censo realizado el 29 de febrero de 2004, la población de sasines era de 405 (10 avistados en el campus IIT). La población de chitales en el parque, sin embargo, parece haberse mantenido o incluso incrementado desde su introducción en la zona hace décadas. En el censo de 29 de febrero de 2004, la población de chitales era de 2.650. De ellos, 1.743 eran hembras y 336 eran cervatos. El censo realizado en el parque nacional de Guindy y las zonas vecinas del Instituto Indio de Tecnología y el campus Raj Bhavan usando el método de King, que sólo revelaría los números cercanos al número real. 
Otras especies de mamíferos son: civeta enana, civeta de las palmeras común, macaco coronado, hiena, pangolín, erizos, mangosta común y ardilla india de las palmeras. El parque también tiene liebres Lepus nigricollis y varias especies de murciélagos y roedores.

### Aves

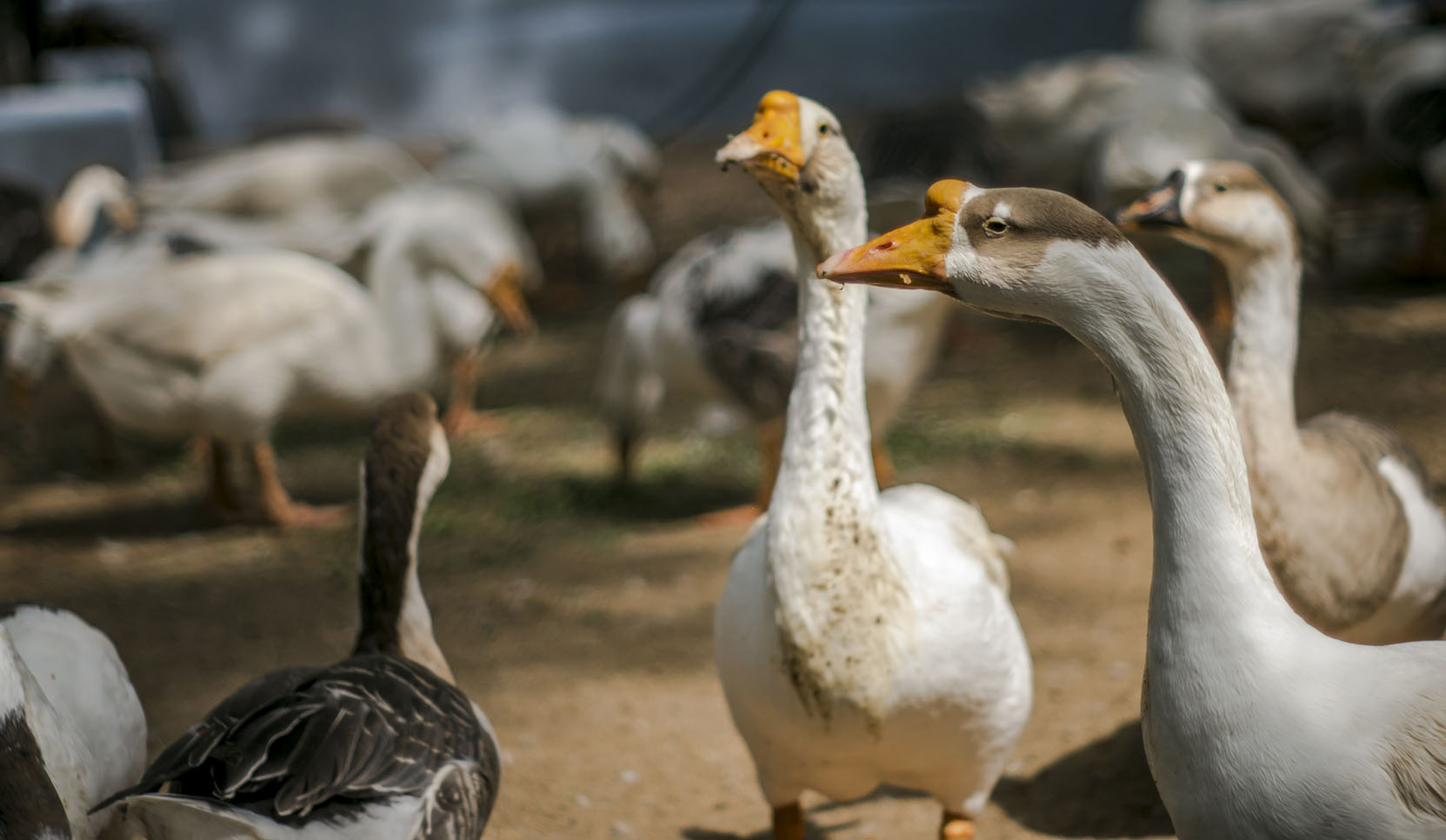
Patos en el Parque de Niños / P. N. de Guindy, Madrás.

El parque tiene más de 150 especies de aves, incluyendo perdiz pardilla, cucal chino, monarca colilargo asiático, elanio azul, abejero oriental, milano negro, pito de Tickell, avefría malabar, avefría india, malcoha cariazul, koel, Orthotomus, mirlo primavera, papagayos, codornices, minivets, alcaudones, capuchinos, cotorras, drongos y burínidos. Los ornitólogos acuden en otoño a avistar aves migratorias como cercetas (la cerceta carretona), pato colorado, garceta intermedia, garza blanca, martinete común, garcillas, y picotenaza asiático cada otoño.

### Otros animales
Una amplia variedad de serpientes, gecos, tortugas. Más de 60 especies de mariposas y arañas, una rica variedad de invertebrados —saltamontes, hormigas, termitas, cangrejos, caracoles, babosas, escorpiones, ácaros, lombrices, ciempiés y otros semejantes. 
El parque es el hogar de alrededor de 9 especies de anfibios. Hay también muchas clases de reptiles, incluyendo ofidios del género Echis y el lagarto ventilador de colores. Algunas especies de tortugas, especialmente la tortuga estrellada de la India en peligro, lagartos, gecos y el varano se encuentran aquí, así como una gran variedad de insectos incluyendo 60 especies de arañas y 60 especies de mariposas. 